# Caroline Fleming
Caroline Fleming (født Caroline Elizabeth Ada Iuel-Brockdorff den 9. september 1975) er en tidligere dansk baronesse, der var indehaver af Valdemars Slot (2003-2011) og kendt fra flere tv-serier. Hun har desuden lavet en parfumeserie bestående af "Eau de Vie" og "Eau de Vie: Josephine" opkaldt efter sin egen datter, Josephine Victoria. Caroline har også medvirket i tv-shows, herunder Baronessen flytter ind og fra den 22. september 2010 Danmarks Næste Topmodel, begge shows på Kanal 4.
I 2015 blev Caroline Fleming castet til det amerikanske tv-show Ladies of London, der bliver vist på tv-kanalen Bravo.

## Tidlige liv
Fleming er født og opvokset på Valdemars Slot på Tåsinge som datter af lensbaron Niels Krabbe Iuel-Brockdorff og lensbaronesse Margaretha Iuel-Brockdorff. Hun er af 11. generation af godsejere i lige linje efter søhelten Niels Juel. Hendes far døde d. 20. januar 2017 af kræft.

## Uddannelse
Hun er student fra Herlufsholm kostskole.

## Privatliv
13. oktober 2001 blev Caroline Fleming gift med britiske Rory Fleming, som tilhører den fjerderigeste familie i England, og som også er nevø til James Bond-forfatteren Ian Fleming. Dermed mistede hun sin danske baronessetitel. Sammen fik parret to børn, Alexander William (f. 7. april 2004 på Portland Hospital, London) og Josephine Margaretha Victoria (f. 20. december 2006) − Josephines gudmoder er dronning Mary.
Caroline og Rory Fleming blev skilt i 2008; angiveligt var en af årsagerne at Rory Fleming insisterede på at sende Alexander på kostskole, da han fyldte 6 år. Caroline modtog ifølge den britiske avis Daily Express over £400 millioner, dengang svarende til i omegnen af fire milliarder kroner i skilsmissegodtgørelse.
Caroline Fleming har dannet par med fodboldspilleren Nicklas Bendtner, med hvem hun den 16. december 2010 fik en dreng, Nicolas, i London.